# Choppers d'Albany
Les Choppers d'Albany sont une franchise de hockey sur glace ayant évolué dans la Ligue internationale de hockey.

## Historique
L'équipe a été créée en 1990 à Albany dans l'État de New York à la suite de l'achat de la concession des Komets de Fort Wayne. Celle-ci fut vendue et déménagée à Albany alors que la même été, les Spirits de Flint étaient vendus à des investisseurs qui les déménagèrent dans la région de Fort Wayne et qui reprirent le nom desdits Komets.
Les Choppers prirent part au début de la saison 1990-1991 de la LIH, mais durent mettre un terme aux activités de l'équipe à cause des problèmes financiers le 14 février 1991. Problèmes engendrés notamment par le fait que déjà trois équipes évoluaient en région d'Albany à l'arrivée des Choppers : les Islanders de Capital District de la Ligue américaine de hockey et l'équipe représentant le Rensselaer Polytechnic Institute dans la NCAA jouait alors à Troy et les Red Wings d'Adirondack, également en LAH, s'étant établi à Glenn Falls, deux villes en banlieue d'Albany.

### Saisons en LIH
Note: PJ : parties jouées, V : victoires, D : défaites, N : matchs nuls, DP : défaite en prolongation, DF : défaite en fusillade, Pts : Points, BP : buts pour, BC : buts contre, Pun : minutes de pénalité
| Saison    | PJ | V  | D  | N | DP | Pts | Classement  | Séries éliminatoires | Entraîneur   |
| --------- | -- | -- | -- | - | -- | --- | ----------- | -------------------- | ------------ |
| 1990-1991 | 55 | 22 | 30 | 0 | 3  | 47  | 5e rang LIH | Hors des séries      | Dave Allison |